# Listă a perioadelor arheologice
Numele perioadelor arheologice variază foarte mult de la o regiune la alta la fel și datarea acestora. Aceasta este o listă cu perioadele arheologice cele mai importante pe continente și regiuni.
| Continente | Regiuni              | Articole regionale   | Perioade importante |
| ---------- | -------------------- | -------------------- | --- |
| Africa     | Africa de Nord       | Africa de Nord       | Paleolitic Epipaleolitic Neolitic c7500 î.Hr. Epoca Fierului Epoca Romană |
| Africa     | Africa Sub-Sahariană | Africa Sub-Sahariană | Epoca timpurie a uneltelor Epoca mijlocie a uneltelor Epoca târzie a uneltelor Neolitic c4000 î.Hr. |
| Asia       | Orientul Apropiat    | Orientul Apropiat    | Epoca Pietrei (2.000.000 - 3300 î.Hr.) Epoca Bronzului (3300 î.Hr.- 1200 î.Hr.) Epoca Fierului (1200 î.Hr.- 586 î.Hr.) Perioade Istorice (586 î.Hr.- prezent) |
| Asia       | Asia de Sud          | Asia de Sud          | |
| Asia       | Asia de Est          | Asia de Est          | Neolitic c. 6000 î.Hr. |
| Asia       | Asia de Nord         | Asia de Nord         | |
| Asia       | Japonia              | Japonia              | Paleolitic c. 100.000 - c. 10.000 î.Hr. Perioada Jomon c. 10.000 î.Hr. - 300 î.Hr. Perioada Yayoi c 300 î.Hr.- AD 250 Perioada Yamoto c. AD 250 - 710 |
| America    | America de Nord      | America de Nord      | Litic/Paleo-Indian (înainte de 8000 î.Hr.) Arhaic (c. 8000-1000 î.Hr.) Formativ(c. 1000 î.Hr.- AD 500) Clasic (c. AD 500 - 1200) Post-Clasic (c.1200 - 1900) |
| America    | America Centrală     | America Centrală     | Litic/Paleo-Indian (înainte de 8000 î.Hr.) Arhaic (c. 8000-1000 î.Hr.) Formativ(c. 1000 î.Hr.- AD 250) Clasic ( AD 250 - 900) Post-Clasic (AD 900 -1515) |
| America    | America de Sud       | America de Sud       | Litic/Paleo-Indian (pre c. 8200 î.Hr.) Arhaic (c. 8200 - 1000 î.Hr.) Formativ (c. 1000 î.Hr.- AD 500) Clasic (c. AD 500 - 1200) Post-Clasic (c. AD 1200 - 1900) |
| Australia  | Australia            | Australia            | |
| Australia  | Noua Zeelandă        | Noua Zeelandă        | Periada arhaică (AD 1000 - 1350/1650) Perioada clasică (AD 1350-1800) sau (1650-1800 în est) |
| Australia  | Oceania              | Oceania              | |
| Europa     | Europa de Nord       | Europa de Nord       | Mezolitic Neolitic Epoca Bronzului Epoca Fierului Epoca romană a fierului (c. AD 1 - 400) Epoca germanică a fierului (c. AD 400- 800) Epoca vikingă (c. AD 800 - 1066) Epoca medievală (1066 - c. 1500) Epoca post-medievală (c. 1500 - c. 1800) Epoca industrială sau modernă |
| Europa     | Europa de Vest       | Europa de Vest       | Paleolitic Mesolitic Neolitic Epoca fierului Epoca Romană Ev mediu timpuriu (c. AD 400- 800) Ev mediu (800 - c. 1500) Epoca post-medievală (c. 1500 - c. 1800) Epoca industrială sau modernă                                                                                   |
| Europa     | Europa de Sud-Est    | Europa de Sud-Est    | Paleolitic Epipaleolitic Neolitic Calcolitic Epoca Bronzului Epoca fierului Epoca elenistică Epoca romană Epoca bizantină |